# سقدل
سقدل یک روستا در ایران است که در دهستان یورتچی شرقی، بخش کوراییم در شهرستان نیر واقع شده‌است. سقدل ۴۱ نفر جمعیت دارد.